# Светик (посёлок железнодорожной станции)
Светик — железнодорожная станция в Ленском районе Архангельской области. Входит в состав Урдомского городского поселения.

## География
Находится в юго-восточной части Архангельской области на расстоянии приблизительно 26 км на юго-запад по прямой от административного центра поселения поселка Урдома у железнодорожной линии Котлас-Воркута.

## История
Населенный пункт вырос при станции, открытой в 1941 году. Здесь было отмечено 22 хозяйства (1974 год), 26 (1985), 16 (1996). С 2023 года на станции останавливаются только пригородные поезда.

## Население
Численность населения: 62 человека (1974 год), 50 (1985), 28 (1996), 13 (русские 100 %) в 2002 году, 10 в 2010.